# WAGO
WAGO Kontakttechnik GmbH & Co. KG — немецкая компания-производитель компонентов для электрического соединения и электронных компонентов для систем автоматизации. Мировой лидер в области производства клемм и соединителей с уникальной технологией пружинного зажима. Входит в состав WAGO Group, которая объединяет 9 заводов по производству продукции WAGO. Для продвижения бренда организована сеть из 20 филиалов и дочерних предприятий в 80 странах мира.
Компания была основана в 1951 году как семейное предприятие, но благодаря своему стабильному развитию за почти 70 лет превратилась в крупную международную организацию с общим числом сотрудников 8.600 человек, из которых около 4.000 человек работают в 2х головных офисах WAGO Kontakttechnik GmbH & Co. KG в Миндене и Зондерсхаузене (Германия). Годовой оборот составляет около 1.19 млрд. евро(2021 г.).

## История
Компания WAGO была основана 27 апреля 1951 года Фридрихом Хохорстом (нем. Friedrich Hohorst) и Генрихом Нагелем (нем. Heinrich Nagel) как «WAGO Klemmenwerk GmbH». История компании начинается со случайного события – играя в скат в Берлине, родственники Фридрих Хохорст и Хайнри Нагель узнали о патенте на технологию пружинного соединения и решили приобрести его. Так была заложена основа для семейного бизнеса WAGO Klemmenwerk GmbH и началось изготовление новой продукции по данной технологии (пружинный зажим Wagner & Olbrich).
Клеммы с пружинным зажимом были представлены на промышленной выставке в Ганновере в 1951 г.
В 1956 г. появляется вилка штекерного типа - первый коммерческий успех.
С 1966 года компания WAGO использует новый материал для изготовления корпуса клемм – полиамид. Первый пружинный зажим в мире –  Cage Clamp®, основу для которого составила пружина петлеобразной формы –, был запатентован компанией WAGO и установил новый стандарт в области изготовления соединительных клемм. Технология безвинтового соединения (пружинного зажима) в течение следующих лет стала признанным во всём мире промышленным стандартом для соединения электрических проводников всех типов.
1977 г. – выпуск первой серии соединительных клемм с зажимом Cage Clamp® для проводников с сечением от 0,08 до 16 мм2.
В 70е годы 20 века компания расширяется и открывает свои заводы во Франции (1971 г.), Швейцарии (1977), США (1979). После падения Берлинской стены в 1989 г. и объединения Германии в её восточной части строится новый завод (1990, Зондерсхаузен) и в течение следующего десятилетия продолжается активное завоевание международного рынка  – открываются заводы в Японии (1990), Индии (1995), Китае и Польше (1997).
В 2001 году компания WAGO празднует своё 50-летие. Руководство принимает решение выкупить акции компания WAGO Kontakttechnik GmbH. снова становится семейным бизнесом.

## Организационная структура
Компания WAGO состоит из двух подразделений - одно отвечает за электрические соединения, второе - за автоматизацию.

## Продукция
Ассортимент продукции WAGO включает в себя клеммы для монтажа на DIN-рейку, миниатюрные клеммы, интерфейсные модули, клеммы для печатных плат, мультиштекерные системы, каплеры и контроллеры полевой шины и многое другое.
Продукция WAGO используется во многих отраслях промышленности,  таких как производство и распределение электроэнергии, нефтепереработка, автомобильная промышленность, судостроение, железнодорожная отрасль, производство осветительного оборудования и автоматизация зданий.

Производство осуществляется на заводах в Германии, Франции, Швейцарии, Польше, США, Японии, Индии и Китае. 

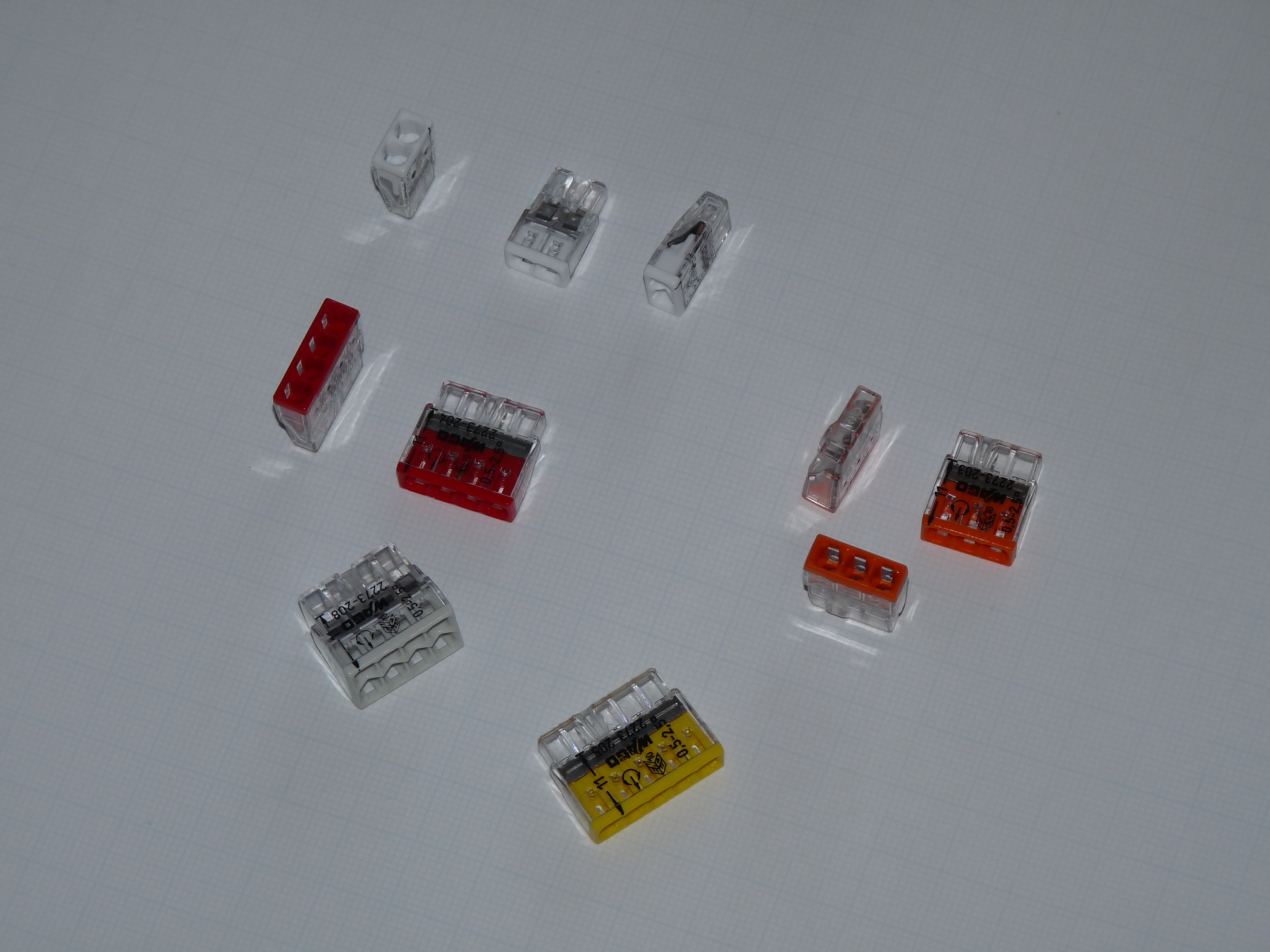
Клеммы серии 2273
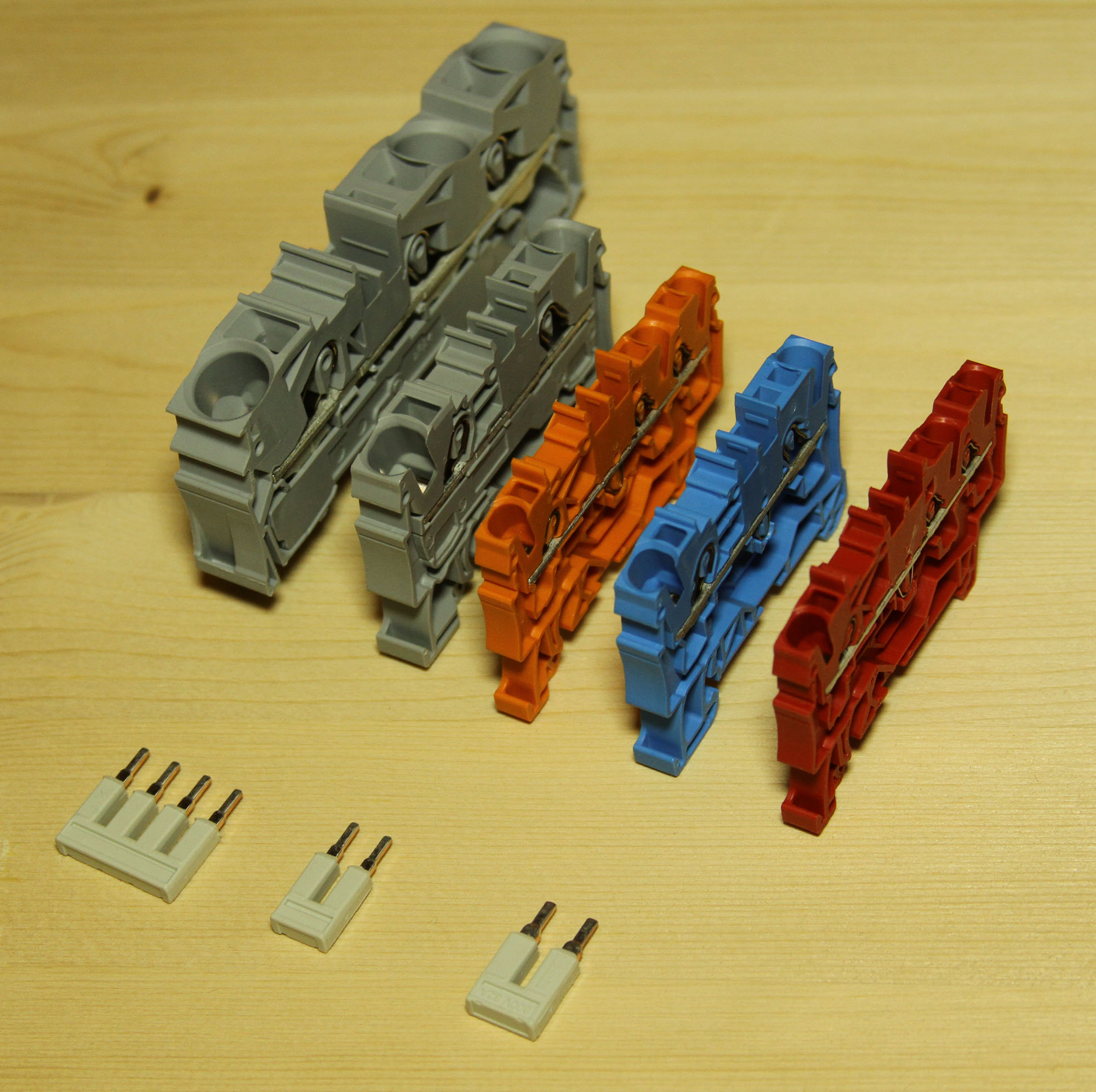
TOPJOB® S на DIN-рейку

## WAGO в России
На российском рынке продукция WAGO представлена с 2007 г. Официальным представителем WAGO на территории России является ООО «ВАГО Контакт Рус». В связи с вооруженным нападением на Украину - российское подразделение прекратило работу в мае 2022 года.